# Carlo Carretto

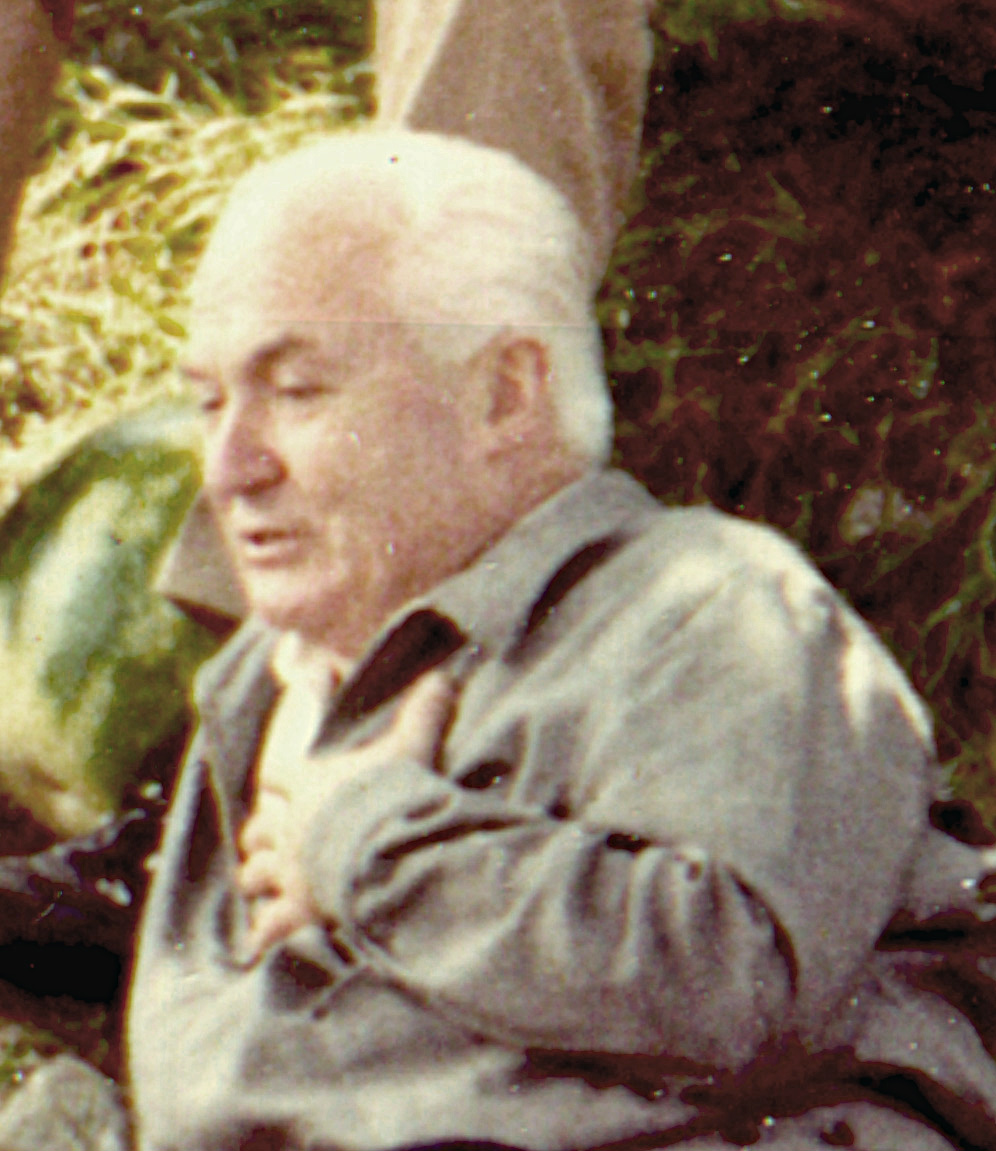
Carlo Carretto, Spello, 1972

Carlo Carretto (* 2. April 1910 in Alessandria (Piemont); † 4. Oktober 1988 in Spello (Umbrien)) war ein italienischer katholischer Schriftsteller, Kleiner Bruder Jesu und Mystiker. Philosophiestudium in Turin, Staatsexamen in Philosophie 1933 („laureato“). 1932 Eintritt in die Katholische Aktion. 

## Leben
Carretto war von 1946 bis 1952 Präsident der Katholischen Jugend Italiens. Am 8. Dezember 1954, dem hundertsten Jahrestag der Verkündigung des Dogmas von der Unbefleckten Empfängnis, zog sich Carretto nach El Abiodh in die algerische Sahara zurück. In diesem Jahr trat er auch der Kongregation der Piccoli Fratelli di Charles de Foucauld bei.
1964 kehrte er zurück nach Umbrien (Spello), wo er ein Gebets- und Meditationszentrum gründete. Seither hielt er sich halbjährlich in Spello und Afrika auf.

## Zitate
- „Die Liebe ist die Vollendung des Gesetzes und die Regel für jedes Leben, die Lösung für jedes Problem, der Ansporn für jede Heiligkeit.“
- „Dies ist die Wahrheit, die wir im Glauben lernen müssen: Warten auf Gott. Diese Haltung des Herzens ist keine Kleinigkeit. Dieses ‚Warten‘, dieses ‚keine Pläne machen‘, dieses ‚Stillwerden‘ ist das Wichtigste, was von uns verlangt wird.“
- „Wie kann ich noch zweifeln an der Kraft meines Gebets, wenn es – obschon so gebrochen und lahm – in seinem Aufschwung vom Geist, dem Welten erschaffenden Geist, getragen ist?“
- „Bruder, mach dir keine Sorgen um das, was du tun sollst! Gib dir Mühe zu lieben! Behellige nicht den Himmel mit der ständigen nutzlosen Frage: ‚Welches ist mein Weg?‘, sondern lerne statt dessen zu lieben. Wenn du liebst, wirst du deinen Weg finden. Wenn du liebst, wirst du die Stimme hören. Wenn du liebst, wirst du den Frieden finden.“

## Werke (Auswahl)
- Wo der Dornbusch brennt. 1973
- In deiner Stadt ist deine Wüste
- Denn Du bist mein Vater. Bekenntnis eines Lebens
- Wir sind Kirche. Die Familie als Berufung. 1978
- Die Bibel läßt uns nie im Stich. Erfahrungen mit Gottes Wort
- Allein die Liebe zählt
- Gott ist unterwegs zu uns. Ich habe es erfahren
- Gib mir deinen Glauben